# Зуганелис, Яннис
Яннис Николас Зуганелис (греч. Γιάννης Νικολάου Ζουγανέλης, род. 3 февраля 1955, Афины) — греческий композитор, музыкант и актёр, является одним из немногих греческих композиторов, чьи альбомы разошлись по всему миру.

## Жизнеописание
Яннис Николас Зуганелис родился в Афинах 3 февраля 1955 года. Он начал своё музыкальное образование в раннем детстве в церкви Айос-Николаос в Афинах, где познакомился с византийской музыкой. Тот факт, что оба его родителя были глухими, сыграл значительную роль в становлении Янниса как музыканта. В ранние школьные годы он учился играть на гитаре и бузуки и изучал теорию музыки в Афинской консерватории. Его дядя, Яннис Зуганелис, научил его играть на тубе. Продолжил музыкальное образование Яннис в Национальной консерватории в Афинах. Решающую роль в становлении Зуганелиса как музыканта сыграл композитор Никос Мамангакис, который обучил его оркестровке. В 1975 году он получил стипендию от Министерства культуры за его «Десять византийских эссе» (музыка для малого симфонического оркестра и смешанного хора). Продолжил музыкальное образование в Академии искусств в Мюнхене, где он изучал композицию, оркестровку оперы. Академию искусств Зуганелис окончил с отличием. Закончил он также архитектурный факультет Афинской политехники.

## Творчество
Яннис Зуганелис пишет музыку для театральных шоу, кино, телевидения, а также для балетных представлений. Его первой работой в дискографии была запись на LYRA в 1972 году в возрасте пятнадцати лет, в целом Зуганелис выпустил более 60 альбомов. Его дискография включает в себя широкий спектр музыкальных произведений: для детей, саундтреки, оркестровая музыка, авторская песня, рок-музыка, фолк-музыка, музыка, основанная на древнегреческой культуре. В 1996 году его работы были представлены на церемонии награждения лауреатов Нобелевской премии, альбом «Soul Strings» был создан по заказу Шведской академии. Альбом «The Light Of Flame» был написан в 2004 году по случаю Паралимпийских игр. Он написал музыку к нескольким кинофильмам (более 20), к более чем ста спектаклям, старинным и современным. Среди них — произведения Эсхила, Софокла, Еврипида, Аристофана, Менандра, Теренция, Шекспира, Мольера, Лопе де Вега, Лорка, Брехта. Его песни исполняют: Василис Папаконстантину, Айседора Сидерис, Сакис Булас, Йоргос Даларас, Элеонора Зуганели. Он является одним из немногих греческих композиторов инструментальной музыки, чьи произведения были выпущены во всем мире: а именно альбом «Όπου και να ταξιδέψω η Ελλάδα με πληγώνει» (1980) от SONET MUSIC и CBS, «Ατρείδες» (1978) от Deutsche Grammophon. С 2000 по 2004 год пять CD были изданы по всему миру от VENOL. В 2002 году Зуганелис получил премию D. SHARP за продажу 500 000 его альбомов во всем мире.
Он является членом Ассоциации греческих драматургов, где он был членом-учредителем, и Ассоциации греческих актёров.
В 2000 года основал собственную звукозаписывающую компанию ΑΥΛΟΣ («ФЛЕЙТА») . ΑΥΛΟΣ выпустила 40 компакт-дисков молодых греческих исполнителей.
С 2008 года Зуганелис с Сакисом Буласом выступают зимой на музыкальной сцене ΑΚΤΗ οδού Πειραιώς, создавая острые социальные и политические спектакли, привлекая к участию в них известных греческих исполнителей, таких как: Йоргос Даларас, Лакис Пападопулос (Ένα «Παρθεναγωγείο Αρρένων» — 2009), Василис Папаконстантину. Сотрудничество с ΑΚΤΗ οδού Πειραιώς началась с представления «Γίναμε Θέαμα» в 2008 с участием Василиса Папаконстантину. В спектакле «Ταμείο αλλεργίας» сезона 2011—2012 принимал участие Милтос Пасхалидис. Событием музыкальной жизни Афин зимой 2012—2013 стала премьера музыкального спектакля «Хороший, плохой, злой» («Ο Καλός, ο Κακός κι ο Άσχημος»). Это уникальное музыкальное представление, которое продолжается четыре часа и сочетает в себе музыку, пение, драму и политическую сатиру. Премьера спектакля состоялась 2 ноября 2012 года. В спектакле принимает участие Михалис Хадзияннис, а также молодая певица Валанто Трифонос. Премьера спектакля имела была такой огромный успех у публики и общественный резонанс, что Лакис Лазопулос пригласил Зуганелиса, Буласа и Хадзиянниса в популярную телевизионную программу «Al Tsantiri News» сразу же после премьеры, 7 ноября 2012 года.

## Премии и награды
Зуганелис был награждён премией ЮНИСЕФ и ООН за сотрудничество в обучении детей с ограниченными возможностями по его книге «Οι Προσωπικότητες δημιουργούνται με τη διαφορετικότητα». В 2008 году он был награждён Центром по изучению и исследованию Греческого театра — Театр Музей (греч. Κέντρο Μελέτης και Έρευνας Ελληνικού Θεάτρου – Θεατρικό Μουσείο), с вручением приза «ΤΑ ΠΑΝΑΘΗΝΑΙΑ» за двухлетний период 2006—2008 годов за интерпретацию пьесы «Το trendy θα σφυρίξει τρεις φορές» режиссёра Стаматиса Фасулиса. В 2011 году он был признан лучшим актёром за работу в спектакле «Η σεξουαλική ζωή του κυρίου και της κυρίας Νικολαΐδη».

## Личная жизнь
Живёт и работает в Афинах. С 1981 года Яннис женат на Айседоре Сидерис. Их дочь Элеонора Зуганели (родилась 1 февраля 1983 года) — известная греческая певица.